# اوا یوزفیکووا
اِوا یوزفیکووا (چکی: Eva Josefíková؛ زادهٔ ۳ فوریهٔ ۱۹۹۰) بازیگر اهل جمهوری چک است. وی دانش‌آموختۀ دانشکده تئاتر آکادمی هنرهای نمایشی پراگ است.
از فیلم‌ها یا مجموعه‌های تلویزیونی که وی در آن‌ها نقش داشته است، می‌توان به بازی جوانمردانه (۲۰۱۴) اشاره نمود.